# Diecezja Mogadiszu
Diecezja Mogadiszu (łac. Dioecesis Mogadiscensis) – niefunkcjonująca rzymskokatolicka diecezja w Somalii.

## Opis
Siedziba biskupa znajdowała się przy katedrze w Mogadiszu, która w 2008 roku została zburzona przez muzułmanów. Podlegała bezpośrednio pod Stolicę Apostolską. Była to jedyna diecezja w Somalii.

## Historia
- 20 listopada 1975 – utworzenie diecezji Mogadiszu
- 1980 – diecezja liczyła 76 wiernych w dwóch parafiach
- 9 lipca 1989 – został zastrzelony biskup Mogadiszu Pietro Salvatore Colombo
- 2004 – diecezja liczyła 4 wiernych
- 2008 – zburzenie katedry
- 2013 – brak wiernych w diecezji

## Biskupi
- vacat; administrator apostolski: Jamal Khader (ordynariusz diecezji Dżibuti)

## Główne świątynie
- Katedra w Mogadiszu